# ГПС Пуерто Рико
Глобъл Премиър Сокър Пуерто Рико или наричан накратко ГПС Пуерто Рико (на английски: Global Premier Soccer Puerto Rico) е пуерторикански футболен клуб от столицата Сан Хуан. Няма собствен стадион, играе мачовете си в Баямон на стадион „Баямон Сокър Комплекс II“ с капацитет 750 зрители.

## История
Създаден през 2015 година. Централата се намира в Уолтъм, Масачузетс, САЩ и е основана през 2001 г. Главната цел на „ГПС“ е да бъде лидер във футбола в Пуерто Рико. Основният фокус е развитието на млади футболисти в различни възрасти – от най-малките до професионалистите.
Още с основаването си е постигнато сътрудничество с „Байерн“ (Мюнхен). Като основен партньор „баварците“ гостуват на острова няколко пъти.
„ГПС“ притежава бази в 23 американски щата и в канадските градове Торонто и Калгари. В Пуерто Рико освен в Сан Хуан, академията развива свои секции още в Гуайнабо, Дорадо и Маягуес.
През януари 2017 г. към „ГПС“ се присъединявяат отборите на „Клубос Илевън де Дорадо“ и „Вия Андалусия ФК“ от Трухийо Алто. За треньор е назначен уругвайския специалист Алехандро Лаин.
Редовният сезон през 2017 г. в „Екселънс Къп“ е спечелен от „ГПС Пуерто Рико“ с 9 победи в 9 мача. Първото място го изпраща директно на финал, докато втория и третия „Баямон ФК“ и „Метрополитън ФА“, играят бараж. С равенство и победа с 3:1 „сините“ от Баямон отиват на финал срещу „ГПС“. Всичките мачове от турнира се провеждат на игрищата на „Баямон Сокъп Комплекс II“. Тъй като „ГПС“ няма собствен стадион, а „Баямон“ е близо до Сан Хуан, на практика двата отбора спорят в нещо като местно дерби. В първия мач е постигнато реми – 1:1. Във втория финален двубой „ГПС“ триумфира с минималното 1:0.
Младежката академия печели титлата почти веднага след своето основаване – в първия си сезон в елита на Пуерто Рико. В историятяа на ГПС блести обаче името на Хосе „Пику“ Родригес, който отбелязва първия си гол за клуба в официална среща. Това се случва на старта на „Екселънс Къп“ за победата с 3:2 над „Гуаяма ФК“ .

## Успехи
- Екселънс Къп (Шампионат на Пуерто Рико):
  -  Шампион (1): 2017

- Дон Боско Къп (Купа на Пуерто Рико):
  -  Финалист (1): 2017